# U-853
 U-853  — немецкая подводная лодка типа IXC/40, времён Второй мировой войны. 
Заказ на постройку субмарины был отдан 5 июня 1941 года. Лодка была заложена 21 августа 1942 года на верфи судостроительной компании АГ Везер, Бремен под строительным номером 1059, спущена на воду 11 марта 1943 года, 25 июня 1943 год под командованием капитан-лейтенанта Гельмута Соммера вошла в состав учебной 4-й флотилии. 1 апреля 1944 года вошла в состав 10-й флотилии. 1 октября 1944 года вошла в состав 33-й флотилии. 
Командиры лодки
- 25 июня 1943 года — 17 июня 1944 года капитан-лейтенант Гельмут Соммер.
- 18 июня 1944 года — 9 июля 1944 года оберлейтенант Гельмут Фромсдорф.
- 10 июля 1944 года — 31 августа 1944 года оберлейтенант Отто Вермут.
- 24 августа 1944 года — 15 октября 1944 года корветтен-капитан Гюнтер Кунке
- 1 сентября 1944 года — 6 мая 1945 года оберлейтенант Гельмут Фромсдорф.

Лодка совершила 3 боевых похода, потопила одно судно (5 353 брт) и один военный корабль водоизмещением 430 т. Потоплена 6 мая 1945 года в Северной Атлантике к юго-востоку от Нью-Лондона, в районе с координатами 41°13′ с. ш. 71°27′ з. д. глубинными бомбами с американского эскортного эсминца USS Atherton и американского патрульного фрегата USS Moberly. Все 55 членов экипажа погибли. 